# Altdorf, Schaffhausen
Altdorf är en ort i kommunen Thayngen i kantonen Schaffhausen i Schweiz. Den ligger cirka 10 kilometer norr om Schaffhausen, vid gränsen till Tyskland. Orten har 177 invånare (2023).
Orten var före den 1 januari 2009 en egen kommun, men inkorporerades då tillsammans med Bibern, Hofen och Opfertshofen i kommunen Thayngen.